# Isabella Bozicevic
Isabella Bozicevic (* 12. November 2001 in Melbourne) ist eine australische Tennisspielerin.

## Karriere
Bozicevic begann mit neun Jahren das Tennisspielen und bevorzugt Hartplätze. Sie spielt bislang vor allem Turniere der ITF Women’s World Tennis Tour, wo sie bisher aber noch keinen Titel gewinnen konnte.
2018 erhielt sie zusammen mit ihrer Partnerin Miriam Bulgaru eine Wildcard für das Hauptfeld im Damendoppel bei der Al Habtoor Tennis Challenge, wo die beiden mit einem Erstrundensieg gegen Lea Aiche und Blessing Anuna ins Viertelfinale einzogen, wo sie dann gegen Renata Voráčová und Tamara Zidanšek mit 2:6 und 3:6 verloren.
2019 erhielt sie zusammen mit ihrer Partnerin Maša Jovanović eine Wildcard für das Hauptfeld im Damendoppel bei den Caterpillar Burnie International, wo sie aber bereits in der ersten Runde mit 6:75 und 0:6 der Paarung Ellen Perez und Arina Rodionova unterlagen. Bei den folgenden Neville-Smith Forest Products Launceston International trat Bozicevic mit ihrer Partnerin Anastasia Berezov ebenfalls mit einer Wildcard im Hauptfeld des Damendoppels an. Die beiden verloren ihr Erstrundenmatch gegen Nadia Podoroska und Wang Xiyu mit 2:6 und 0:6.
2020 erhielt Bozicevic eine Wildcard für die Qualifikation zu den Hobart International ihrem ersten Turnier der WTA Tour. Sie verlor aber bereits ihr Erstrundenmatch gegen Sara Sorribes Tormo mit 0:6 und 3:6. Für die Ende Januar ausgetragenen Caterpillar Burnie International erhielt sie sowohl für das Dameneinzel, als auch mit Partnerin Laura Ashley eine Wildcard für das Hauptfeld. In beiden Wettbewerben schied sie aber ebenfalls jeweils bereits in der ersten Runde aus. Im Einzel unterlag sie Lizette Cabrera mit 1:6 und 2:6, im Doppel unterlag sie mit ihrer Partnerin Haruna Arakawa und Chihiro Muramatsu mit 2:6 und 2:6.
2022 erhielt sie bei den Traralgon International eine Wildcard für das Hauptfeld im Dameneinzel, wo sie Jodie Burrage mit 1:6 und 0:6 unterlag. Im Damendoppel startete sie mit Partnerin Annerly Poulos. Die beiden gewannen ihr Erstrundenmatch gegen Lily Fairclough und Roisin Gilheany knapp in drei Sätzen, unterlagen aber dann im Viertelfinale den topgesetzten und späteren Siegerinnen Emina Bektas und Tara Moore mit 1:6 und 2:6. Für die mit über 700.000 US-Dollar dotierten Sydney Tennis Classic erhielt sie eine Wildcard für die Qualifikation, wo sie Océane Dodin mit 1:6 und 1:6 unterlag. Im Damendoppel unterlag sie mit Partnerin Alexandra Osborne ebenfalls bereits in der ersten Runde Jekaterina Alexandrowa und Natela Dsalamidse mit 2:6 und 2:6.

## Persönliches
Isabella Bozicevic ist die Cousine von Ajla Tomljanović und hat eine jüngere Schwester namens Macy, ihr Vater heißt Carl. Sie vermarktet sich unter dem Namenszusatz "The Pink Assassin".